# 前肛臀棘鯛
前肛臀棘鯛，又稱准燧鯛是輻鰭魚綱金眼鯛目燧鯛亞目燧鯛科的其中一種。

## 分布
本魚分布於西北太平洋區，包括日本、台灣、夏威夷海域。

## 深度
水深90至110公尺。

## 特徵
本魚體側扁，呈橢圓形。頭中大，具大型的黏液腔，外被以薄膜。口前位，斜裂，上頜骨末端達眼後緣下方，下頜骨略突出，在縫合處具一小突起；上下頜細小，絨毛狀；腭骨具齒。櫛鱗9至10枚；肛門位於腹鰭基間；腹側有銀白色之長形發光器，背鰭硬棘5至6枚，軟條13至14枚；臀鰭硬棘3枚，鰭條8至9枚；尾鰭深叉，上下葉緣尖形。體長可達61公分。

## 經濟利用
多做為下雜魚，數量少，非食用性魚類。